# Sulfonato

Estructura de grupo sulfonato típico.

En química orgánica, un sulfonato es un ion que contiene el grupo funcional -SO3-. Su fórmula general es RSO3-, donde R es algún grupo orgánico, siendo la base conjugada del correspondiente ácido sulfónico con fórmula RSO2OH.
Los sulfonatos, siendo bases débiles, son buenos grupos salientes en reacciones SN1, SN2, E1 y E2.
Es usual utilizar el término sulfonato para referirse a compuestos que contengan este grupo funcional, ya sea en forma de sal iónica o formando un compuesto covalente de tipo éster RSO2OR'.

## Ejemplos
- Ion mesilato (metanosulfonato), CH3SO2O- (MsO-)
- Ion triflato (trifluorometanosulfonato), CF3SO2O- (TfO-)
- Ion tosilato (p-toluenosulfonato), CH3C6H4SO2O- (TosO- o TsO-)
- Ion besilato (bencenosulfonato), C6H5SO2O-

Los denominaciones precedentes se aplican tanto a sales como ésteres así como a aniones.